# Ruan Pienaar
Pour les articles homonymes, voir Pienaar.

a Compétitions nationales et continentales officielles uniquement.

b Matchs officiels uniquement.
Dernière mise à jour le 7 mars 2025.
Ruan Pienaar (né le 10 mars 1984 à Bloemfontein (Afrique du Sud), est un joueur sud-africain de rugby à XV. Il joue principalement au poste de demi de mêlée, mais peut également évoluer à l'ouverture ou à l'arrière. Il commence sa carrière dans son pays natal avec les Natal Sharks et les Sharks, avant de rejoindre l'Europe où il joue dans un premier temps à l'Ulster, puis avec Montpellier. Il retourne ensuite en Afrique du Sud en 2019, et termine sa carrière de joueur avec les Cheetahs en 2024. 
Ce joueur polyvalent, fils de l'ancien rugbyman sud-africain Gysie Pienaar a fait partie de l'équipe d'Afrique du Sud qui a remporté la Coupe du monde de rugby 2007.

## Biographie

### En club
Ruan Pienaar est formé dans l'équipe universitaire de rugby du Grey College, une prestigieuse université de Bloemfontein. En 2002, il fait partie de l'équipe du Free State qui dispute le tournoi annuel des jeunes du Craven Week. En 2004, il s'engage avec l'équipe des Natal Sharks et en 2005, il fait ses débuts en Super 12, dans l'équipe provinciale des Sharks. Avec la franchise sud africaine, il atteindra la finale du Super 14 en 2007.
Le 27 mai 2010, il s'engage avec la province de l'Ulster et participe à la Celtic League et à la Coupe d'Europe de rugby à XV. Dès sa première saison sous ses nouvelles couleurs, il est nommé Meilleur Joueur de son équipe et Meilleur Joueur de la Ligue.
En 2013, il signe un précontrat en faveur du RC Toulon avant finalement de se réengager avec la province irlandaise pour un nouveau bail de trois ans.
En août 2016, la fédération irlandaise de rugby annonce que le joueur de 32 ans ne sera pas prolongé, malgré le souhait que sa province veuille le conserver, à la fin de son contrat se terminant en 2017 afin de « favoriser l'émergence de talents dans la région  et prolonger le contrat de Ruan empêchera le développement de jeunes joueurs ».
Il rejoint alors le Montpellier HR, qui recherchait un demi de mêlée de haut niveau pour accompagner Benoît Paillaugue, à partir de la saison 2017-2018,, durant laquelle son club atteint la finale du championnat de France. En finale, les Montpelliérains affrontent le Castres olympique. Ruan Pienaar est titulaire à la mêlée, inscrit une pénalité, mais son équipe est battue sur le score de 13 à 29.
En début de saison suivante, en 2018-2019, il prolonge son contrat avec le MHR d'un an, soit jusqu'en 2020. Cependant, il est mis à l'écart du groupe par son entraîneur Vern Cotter et ne joue plus aucun match à partir de février 2019. Ainsi, à l'issue de cette saison, il résilie sa dernière année de contrat, et retourne en Afrique du Sud où il signe un contrat de deux ans avec les Cheetahs. Il prend finalement sa retraite de joueur en juin 2024, à l'âge de 40 ans.

### En équipe nationale
Champion du monde avec l'équipe d'Afrique du Sud des moins de 19 ans en 2003, Ruan Pienaar fait ses débuts avec les  Springboks le 26 août 2006, contre la Nouvelle-Zélande lors du Tri-nations 2006. Considéré comme l'un des plus grands espoirs du rugby sud-africain au poste de demi de mêlée, il est retenu par Jake White pour la Coupe du monde 2007 en France. Il ne pourra cependant pas s'imposer comme titulaire au poste de demi de mêlée, barré par le talentueux Fourie du Preez. Il ne disputera que quatre matchs du tournoi, dont un seul comme titulaire à l'arrière. Il inscrira deux essais à ce poste et dans ce match contre l'équipe des Tonga. Ruan Pienaar est remplaçant lors de la finale de compétition, que son équipe remporte face à l'Angleterre.
Joueur intelligent, rapide et capable de botter, Ruan Pienaar est capable de jouer aux postes de demi de mêlée, de demi d'ouverture et d'arrière. Cette polyvalence l'a empêché de s'installer durablement à un poste précis,. Peu souvent titulaire avec les Springboks, il rentre néanmoins souvent en cours de match, comme demi de mêlée ou arrière. À partir de 2008, il s'installe comme titulaire eu poste de demi d'ouverture mais il est peu à peu écarté au profit de Morné Steyn. En 2009, il fait partie de l'équipe d'Afrique du Sud qui remporte la tournée face aux Lions britanniques et irlandais (2-1) et de l'équipe qui remporte le Tri-nations de la même année. En 2010, il est titularisé à plusieurs reprises au poste de demi de mêlée et en 2011, il est de nouveau retenu pour participer à la Coupe du monde de rugby. N'ayant pas un statut de titulaire aux dépens de Morné Steyn et Fourie du Preez, il ne dispute que deux matchs lors des phases de poules et l'Afrique du Sud est éliminée en quarts de finale contre l'Australie.
Avec les Springboks, Ruan Pienaar a disputé 88 matchs (pour 45 titularisations) et inscrit 8 essais, 17 pénalités et 21 transformations pour un total de 135 points. 

### Avec les Barbarians
En mai 2017, il est sélectionné dans le groupe des Barbarians par son futur entraîneur à Montpellier, Vern Cotter, pour affronter l'Angleterre, le 28 mai à Twickenham puis l'Ulster à Belfast le 1er juin. Remplaçant lors du premier match, les Baa-Baas Britanniques s'inclinent finalement 28 à 14 face aux Anglais.  Il joue avec son équipe de l'Ulster pour le deuxième test et la victoire des Baa-Baas 43 à 28.

## Palmarès

### En club, franchise, province
- Finaliste du Super Rugby en 2007 avec les Sharks.
- Vainqueur de la Currie Cup en 2008 et 2010 avec les Natal Sharks.
- Finaliste de la Coupe d'Europe en 2012 avec l'Ulster.
- Finaliste du Pro12 en 2013 avec l'Ulster.
- Finaliste du Championnat de France en 2018 avec le Montpellier HR.
- Vainqueur de la Currie Cup en 2019 et 2023 avec les Free State Cheetahs.

### En sélection nationale
- Vainqueur du Championnat du monde des moins de 19 ans en 2006
- Vainqueur de la Coupe du monde en 2007
- Vainqueur du Tri-nations en 2009

## Statistiques en équipe nationale
Ruan Pienaar joue tout d'abord avec les sélections des moins de 19 ans (2003) et des moins de 21 ans (2004-2005).
Ruan Pienaar compte 88 sélections sous le maillot des Springboks, inscrivant un total de 135 points, se décomposant en 8 essais, 17 pénalités, 22 transformations. Il a été sélectionné pour la première fois avec les Springboks le 26 août 2006 contre la Nouvelle-Zélande. 
Il participe à trois éditions de la Coupe du monde en 2007 où il devient champion du monde et obtient quatre sélections face à l'Angleterre, les Tonga, aux États-Unis et l'Argentine, en 2011 où il dispute deux rencontres, face aux Fidji et la Namibie, et 2015, où il joue contre le Japon, les Samoa, l'Écosse et l'Argentine.